# Hyloxalus saltuarius
Hyloxalus saltuarius är en groddjursart som först beskrevs av Grant och Ardila-Robayo 2002.  Hyloxalus saltuarius ingår i släktet Hyloxalus och familjen pilgiftsgrodor. IUCN kategoriserar arten globalt som otillräckligt studerad. Inga underarter finns listade i Catalogue of Life.